# Fedja Žbona
Fedja Žbona, slovenski slikar, * 11. junij 1956, Miren, † 10. avgust 1996, Pariz.
Osnovno šolo je končal v rojstnem kraju, gimnazijo v Kopru, slikarstvo pa je študiral na umetnostni akademiji v Firencah in tam leta 1981 diplomiral. Živel in delal je v Parizu, kjer je 1982 opravil specializacijo pri profesorju Nogesu. V francoski prestolnici je bil med ustanovitelji studia za gledališko dekoracijo in masko Le diable vert (Zeleni hudič). Prvo samostojno razstavo je imel leta 1983 v Čedadu. Istega leta so sledile še razstave v Tolminu, Kopru in Novi Gorici.